# 黄草街道
黄草街道，是中华人民共和国贵州省黔西南布依族苗族自治州兴义市下辖的一个乡镇级行政单位。

## 行政区划
黄草街道下辖以下地区：
街心社区、向阳社区、红星社区、胜利社区、老城社区、盘江社区、兴源社区、红旗社区、建设社区和北门社区。